# Altern-8
Altern-8 es un dúo de música Rave británico, integrado por Mark Archer y Chris Peat (quienes en 1989 formaron el dúo Nexus 21 antes de cambiarse al actual nombre). Su gran auge fue a principios de la década de 1990 en la música electrónica con el lanzamiento de su único álbum de estudio Full On... Mask Hysteria en el cual utilizaron líneas de bajo pesadas.[cita requerida] En los escenarios, el dúo acostumbra llevar mascarillas y trajes de guerra química en sus actuaciones. Para la producción de su álbum, el dúo firmó un contrato con el sello Network Records, el cual tiene sede en Stratford House, Birmingham, Inglaterra.[cita requerida]

## Historia
Altern-8 se formó en Stafford en 1990, como un proyecto paralelo a la ya exitosa banda Nexus 21 (un nombre que había sido elegido por su "sonido house futurista"), cuando ambos miembros tenían la edad de 21. Desde el principio, el objetivo de la banda era desarrollar su propio estilo, el cual fue influenciado por los elementos musicales del Detroit techno con artistas como Derrick May, Juan Atkins y Kevin Saunderson, así como el sonido de Phuture en la música house de Chicago y de héroes electrónicos pioneros como Kraftwerk,[cita requerida] aunque la afirmación de que la banda se guio por los artistas estadounidenses del momento está totalmente en desacuerdo con el homenaje textual que se encuentra en su primer álbum, en donde en realidad acreditan a los pioneros del techno británico 808 State basados en los grupos de Mánchester, quienes les dieron las gracias por difundir el Rave en la escena británica. [cita requerida] En ese entonces, Nexus 21 produjo un solo álbum de estudio, The Rhythm of Life.
Las melodías de Altern-8 estuvieron influenciadas por muchos artistas, sobre todo en su mezcla de sonidos donde se utilizaron las Roland TB-303, 808 y 909 con el break beats y otros sampleados familiares. En ese momento en Reino Unido los Raves al aire libre eran legales, y Altern-8 tenía una reputación de subir a tocar en los grandes eventos no oficiales. En este sentido ellos ayudaron a definir temas House más duros que dependían más en el bajo y el volumen. El mayor uso del bajo y los ruidos eclécticos evolucionó gradualmente la música de Altern-8 en comparación al estilo de música House que ejecutaban anteriormente. El dúo participó en un gran número de actuaciones en directo vestido con trajes de guerra química y un estilo de baile como de "monos electrificados".[cita requerida]
Entre las pistas más notables de Altern-8 se incluyen "Activ-8", "E-vapor-8", "Frequency", "Brutal-8-E", "Armageddon", "Move My Body", "Hypnotic St-8" y "Infíltrate 202". La banda lanzó un álbum compilando estos temas bajo el sello Network Records durante 1992 llamado Full On... Mask Hysteria. En 1991, la banda había hecho un PA en vivo en las afueras del aparcamiento del entonces famoso club nocturno Shelley's en Longton, Stoke-on-Trent (cerca de su ciudad natal de Stafford), la cual se puede ver en el vídeo del tema "Activ-8 (Come With Me)".
Sin embargo cuando se populariza el estilo hardcore, la música Rave clásica comienza a pasar de moda, siendo que el dúo empieza a involucrarse en el desarrollo de la música House comercial.[cita requerida] En 1992, Peat se presentó como candidato para el distrito electoral de Stafford en las Elecciones Generales representando el partido Hardcore (Altern8-ive), siendo que solo recibió 158 votos no pudo ganar las elecciones pero logró alcanzar el cuarto lugar de los candidatos más votados.
En 1993, Archer comenzó a producir bajo el apodo Slo-Moshun, siendo responsable de los éxitos "Bells of NY" y "Help My Friend".
En 1994, Peat y Archer se separaron. Archer continuó como DJ solista bajo el nombre de Altern-8 hasta que Peat le negó el permiso de usar el nombre Altern-8 y las marcas por cuenta propia.
El álbum DJ de mezcla del año 2001 Old Skool Euphoria, fue parte de la serie de álbumes Euphoria, encontrándose mezclado por Archer utilizando el seudónimo Altern-8, siendo una prueba fáctible el hecho de que en la lista de agradecimientos del álbum las notas se acreditan como agradecimientos de "Mark Archer Altern 8". El álbum es en sí un álbum doble de varios temas "old skool" acid house y rave producidos a finales de 1980 y principios de 1990, siendo que el álbum incluye solo dos canciones de Altern-8.[cita requerida]
En 2013, se lanzó una campaña en Facebook y Twitter para conseguir que el tema "Activ-8 (Come With Me)" publicado originalmente en 1991, fuera el número uno en la tabla de rankings para la Navidad.
En 2020 Altern-8 encabezó el festival Bang Face en Southport, que fue el último evento musical a gran escala celebrado en el Reino Unido antes de que el gobierno desaconsejara reuniones de este tipo durante la pandemia de COVID-19. En noviembre de 2020, se lanzó la primera pista creada por Altern-8 luego de 27 años (la última creación que habían hecho hasta ese entonces fue 1993). Llamada "Hard Crew", la melodía ya se había escuchado en los sets de sus conciertos durante los últimos años, pero 2020 marcó la primera vez que la pieza musical estuvo disponible como sencillo, junto con el lanzamiento en una serie de remezclas en apoyo de la campaña #WeAreViable.

## Discografía
Para la carrera del dúo como Nexus 21 ver Nexus 21#Discography (en inglés).

### Álbumes de estudio
| Título                   | Detalles del álbum                                         | Puesto en el Ranking |
| Título                   | Detalles del álbum                                         | Reino Unido          |
| ------------------------ | ---------------------------------------------------------- | -------------------- |
| Full On... Mask Hysteria | - Lanzamiento: 1992 - Sello: Network Records - Formato: CD | 11                   |

### Álbumes de mezclas DJ
- Old Skool Euphoria (2001) (Telstar Records/BMG)

### EP (Extended Plays)
| Título                 | Detalles del EP                                                           |
| ---------------------- | ------------------------------------------------------------------------- |
| "Overload EP"          | - Lanzamiento: 1990 - Sello: Network Records - Formato: Vinilo 12"        |
| "The Vertigo EP"       | - Lanzamiento: 1991 - Sello: ZYX Records - Formato: Vinilo 12"            |
| "Infiltr-8 America EP" | - Lanzamiento: 1992 - Sello: Virgin Records America - Formato: Vinilo 12" |

### Sencillos
| 1991                                                                                           | "Infiltrate 202"                        | 28 | — | —  | —  | Full On... Mask Hysteria |
| 1991                                                                                           | "Activ 8 (Come With Me)"                | 3  | — | —  | —  | Full On... Mask Hysteria |
| 1991                                                                                           | "Frequency"                             | 41 | — | —  | —  | Full On... Mask Hysteria |
| 1992                                                                                           | "Evapor 8" (Guest vocal P. P. Arnold)   | 6  | — | —  | 9  | Full On... Mask Hysteria |
| 1992                                                                                           | "Hypnotic St-8"                         | 16 | — | —  | 20 | Full On... Mask Hysteria |
| 1992                                                                                           | "Shame" (Altern-8 vs Evelyn King)       | 74 | — | —  | —  | Sencillo sin álbum       |
| 1992                                                                                           | "Brutal-8-E"                            | 43 | — | —  | —  | Full On... Mask Hysteria |
| 1993                                                                                           | "Everybody"                             | 58 | — | —  | —  | Sencillo sin álbum       |
| 2013                                                                                           | "Activ 8 (Come With Me)" (2013 Remixes) | 33 | 7 | 40 | —  | Sencillo sin álbum       |
| El símbolo "—" denota que el sencillo no fue catalogado o lanzado en el sitio correspondiente. |                                         |    |   |    |    |                          |